# 式占
式占（しきせん）は占いの一種である。特徴は占うにあたって計算を行うときに、式盤（しきばん）あるいは栻（ちょく）と呼ばれる簡易な器具を使用するところにある。

## 式盤

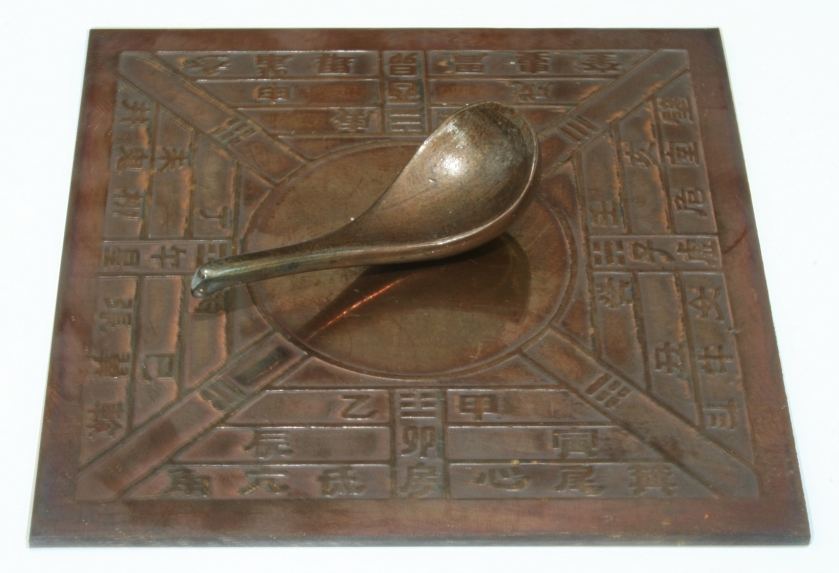
「指南」（漢代）六壬式の式盤との関連が推測される。

「六壬栻盤（りくじんちょくばん）の図

式盤は天地盤と呼ばれることもあり、天盤と呼ばれる円形の盤と地盤と呼ばれる方形の盤を組み合わせたものが基本形で、円形の天盤が回転する構造となっている。天盤や地盤の形状は、天は円く地は四角いとする中国の天地観に基づいている。
天盤や地盤には十干、十二支、といった占うために必要な文字や記号が記入されており、天盤の文字や記号を地盤のそれと合わせることで簡単な計算を行ったのと同じ効果が得られる。
式盤を作成するにあたって、材料は非常に限定されており、天盤では楓（ふう）にできるコブである楓人（ふうじん）、地盤では雷に撃たれた棗の木が正しい材料とされている。正しい材料で正しく作成した式盤には呪力があるとされ、調伏などの儀式で使用されることがある。
代表的な式占には、太乙式(「太乙神数」)、遁甲式(「奇門遁甲」)、六壬式(「六壬神課」)があり、これらをまとめて三式と呼ぶ。なおこれら三式の他に名前だけが伝わっていて具体的な内容が不明の雷公式があり、三式に雷公式を加えて四式と呼ぶことがある。三式それぞれで異なる形態の「式盤」を使用する。六壬式の式盤では地盤の十二支に天盤の十二神や十二天将を合わせるので12の要素を基本とし、遁甲式の式盤は八卦で表される8の要素、太乙式の式盤は、十二支に四隅の門を加えた16の要素を基本としている。
このうち六壬式は、平安時代から鎌倉時代にかけて陰陽師にとって必須の占術であった。陰陽師として名高い安倍晴明は子孫のために『占事略决』を残した。
六壬式の式盤では、地盤に十二支、十干、四隅の門、東西南北の四方の門が記入されており、これが二十四山の原型ではないかとする説がある。また六壬式盤の地盤中央に天盤の代わりに匙形の方位磁石を置いたものである『指南』が、後に風水で使用される羅盤の原型ではないかと推測されているが、実際の『指南』をみれば頷ける説である。

幕末の会津藩、明治末期まで活躍した易師中川万之丞の遺品に式盤がある。四角の盤の外側から、東南西北、十二支、天地鬼人、真ん中の円内は空洞で、北斗七星が入っていた可能性がある。『会津人群像№46』「会津一の天才易師中川万之丞・呪法」池月映　歴史春秋社　2023.8